# 周昭
周 昭（しゅう しょう、生没年不詳）は、中国三国時代の呉の政治家。字は恭遠。豫州潁川郡の人。

## 生涯
孫権の末年に、太史令丁孚・郎中項峻に命じて、『呉書』の編纂が行われたが、丁孚にも項峻にも史官としての天分はなく、彼らの編纂した内容は記しとどめておく価値もないものであった。孫亮が即位すると、韋曜・周昭・薛瑩・梁広・華覈の5人に命じて別に『呉書』の編纂を行わせ、昔の事柄を調査して、共同して本末のそなわった史書を作り上げることとなった。『呉書』の編纂は孫晧の時代まで続けられ、55巻分の原稿が出来上がったが、編纂者が早くに亡くなったり、罪を得て流罪になったり処刑されたり、また呉が滅亡したことにより、史書としては未完に終わった。
周昭も、のちに中書令となったが、永安年間に事件に連座して獄に入れられ、華覈が上表して周昭を救おうとしたが、孫休はそれを聴き入れず、処刑されたという。
著書に『周子』9篇、『新論』などがある。